# Giovanni Morosini
Giovanni Morosini (... – 1012 circa) è stato un abate italiano, importante figura politica della Venezia del X secolo.
È uno dei primi esponenti noti della famiglia Morosini. Stretto collaboratore del doge Pietro I Orseolo (di cui era genero), ebbe anche rapporti con Romualdo di Ravenna e l'abate Guarino di San Michele di Cuxà, l'uno esponente del tradizionale anacoretismo, l'altro fautore delle nuove tendenze cluniacensi.
Il 3 settembre 978 si associò al suocero, al nipote di questi Giovanni Gradenigo, a Romualdo e all'eremita Marino e lasciò Venezia al seguito di Guarino. Questa "fuga" fu dettata non solo da esigenze spirituali, ma anche dalla difficile situazione politica: in quegli anni i Coloprini, famiglia legata a Ottone II e imparentata con i Candiano, erano in lotta con i Morosini, vicini agli Orseolo e filobizantini; dopo la tragica fine di Pietro IV Candiano (976), l'alleanza del Ducato con l'Impero si interruppe, ma la partenza del doge Orseolo permise di ristabilire i rapporti con il Regnum grazie all'elezione di un altro Candiano, Vitale.
Dopo una sosta all'abbazia di Sant'Ilario, attraversarono le Alpi e raggiunsero San Michele di Cuxà. I cinque non aderirono ai nuovi ideali cluniacensi che Guarino aveva diffuso presso il monastero, ma preferirono l'eremitaggio. Morosini, dal canto suo, trascorse circa un anno nel romitorio di Longadera per poi vivere in comunità a Cuxà.
Dopo l'abdicazione di Vitale Candiano le fazioni riuscirono a raggiungere un accordo ed elessero doge Tribuno Memmo. Il nuovo clima di distensione permisero al Morosini di rientrare in patria nel 982. Nel giro di qualche mese ottenne dalla stessa famiglia Memmo l'isola di San Giorgio Maggiore per fondare presso la chiesa ivi esistente un monastero benedettino. La storiografia vede in quest'atto il tentativo di riconciliare le varie fazioni aristocratiche con il consenso del patriarca di Grado Vitale Candiano. Il 20 dicembre 982, nel palazzo ducale, tre vescovi e quasi sessanta testimoni provenienti dalle più importanti famiglie veneziane sottoscrissero l'atto di fondazione del cenacolo, nominando il Morosini abate. Della sua attività a San Giorgio si hanno, tuttavia, pochissime notizie.
La fondazione del monastero, in ogni caso, non portò alla riappacificazione: come riferisce Giovanni Diacono, l'uccisione di Domenico Morosini ad opera dei Coloprini provocò l'intervento di Ottone II a favore di questi ultimi, arrivando ad assediare Venezia e ad imporvi un blocco navale e commerciale. Solo dopo la morte dell'imperatore fu raggiunta una nuova pace, ma i Morosini si sarebbero vendicati alla prima occasione.